# Johnny Newman
John Sylvester Newman jr., detto Johnny (Danville, 28 novembre 1963), è un ex cestista statunitense, professionista nella NBA e in Grecia.

## Carriera
È stato selezionato dai Cleveland Cavaliers al secondo giro del Draft NBA 1986 (29ª scelta assoluta).